# Fluss (Mathematik)
Das Konzept eines (Phasen-)Flusses in der Mathematik ermöglicht die Beschreibung zeitabhängiger (System-)Zustände. Es ist deshalb vor allem für die Analyse gewöhnlicher Differentialgleichungen von Bedeutung und findet damit Anwendung in vielen Bereichen der Mathematik und Physik. Formal ist der Fluss eine Operation einer Parameterhalbgruppe {\displaystyle (\Gamma ,+)} auf einer Menge {\displaystyle X}. Meist, insbesondere in der Theorie der Gewöhnlichen Differentialgleichungen, wird unter einem Fluss eine Operation des Monoids {\displaystyle (\mathbb {R} _{\geq 0},+)} verstanden.
Der Begriff ist nicht mit dem Begriff Fluss in der Netzwerktheorie, Graphentheorie und Informatik zu verwechseln (siehe Flüsse und Schnitte in Netzwerken).

## Definition
Sei {\displaystyle X} eine Menge, {\displaystyle \Gamma } eine Parametermenge. Eine Abbildung
{\displaystyle \varphi \colon X\times \Gamma \to X}
heißt Fluss, wenn die folgenden Bedingungen erfüllt sind:
{\displaystyle \varphi (x,0)=x\ \forall \ x\in X}
und
{\displaystyle \varphi (\varphi (x,s),t)=\varphi (x,s+t)\ \forall \ x\in X,\ s,t\in \Gamma }
Wir haben also eine Halbgruppenwirkung.
Die Menge
{\displaystyle {\mathcal {O}}(x,\varphi ):=\left\{\varphi (x,t)|t\in \Gamma \right\}}
heißt Orbit von {\displaystyle x}.
Falls die Abbildung {\displaystyle \varphi \colon X\times \Gamma \to X} differenzierbar ist, spricht man auch von einem differenzierbaren Fluss.
Man kann auch Flüsse betrachten, die zu einem anderen Zeitpunkt {\displaystyle s} starten, das heißt mit Initialbedingung
{\displaystyle \varphi (x,s)=x\ \forall \ x\in X.}
Diese notiert man häufig mit {\displaystyle \varphi _{s,t}(x)} oder {\displaystyle \varphi _{s}(x,t)}.

## Lokaler Fluss
Für {\displaystyle \mathbb {R} } als Parametermenge ist allgemeiner ein lokaler Fluss {\displaystyle \varphi \colon U\to X} für eine offene Teilmenge {\displaystyle U=\bigcup \nolimits _{x\in X}\{x\}\times I_{x}\subseteq X\times \mathbb {R} } mit offenen Intervallen {\displaystyle 0\in I_{x}\subseteq \mathbb {R} } definiert, falls die Bedingungen
{\displaystyle \varphi (x,0)=x\ \forall \ x\in X}
und
{\displaystyle \varphi (\varphi (x,s),t)=\varphi (x,s+t)\ \forall \ x\in X,\ s,s+t\in I_{x},\ t\in I_{\varphi (x,s)}}
erfüllt ist. Ein lokaler Fluss mit {\displaystyle U=X\times \mathbb {R} } ist ein (globaler) Fluss mit {\displaystyle \Gamma =\mathbb {R} }.

## Diskussion
Im Hinblick auf die Analyse dynamischer Systeme beschreibt der Fluss die Bewegung im Phasenraum im Laufe der Zeit. Hierbei spricht man in Abhängigkeit von der Parametermenge {\displaystyle \Gamma } von einem kontinuierlichen dynamischen System ({\displaystyle \Gamma =\mathbb {R} }) oder einem diskreten dynamischen System ({\displaystyle \Gamma =\mathbb {N} }).
Betrachten wir ein System gewöhnlicher Differentialgleichungen
{\displaystyle {\dot {\mathbf {x} }}=\mathbf {F} (t,\mathbf {x} )}
mit {\displaystyle \mathbf {x} \in \mathbb {R} ^{n}} oder einer offenen Teilmenge davon, so werden durch den Phasenfluss die Lösungen dieses Systems in Abhängigkeit vom Anfangszustand angegeben. Man wählt dann oft auch eine implizite Form der Flussangabe und schreibt
{\displaystyle \mathbf {x} (t){\text{ bzw. }}\mathbf {x} (0)}.

## Beispiel
Beispielsweise kann man jedem Vektorfeld einen Fluss zuordnen. Dieser ist durch die maximale Integralkurve des Vektorfeldes gegeben. Tatsächlich ist jeder Fluss auf einer differenzierbaren Mannigfaltigkeit der Fluss eines Vektorfeldes, welches man durch {\displaystyle F(x)={\frac {d}{dt}}\vert _{t=0}\Phi (t,x)} erhält.
Der Ricci-Fluss spielt eine zentrale Rolle in der inzwischen bewiesenen Thurston'schen Geometrisierungsvermutung, welche eine Verallgemeinerung der Poincaré'schen Vermutung ist.

## Verallgemeinerungen
Der stochastische Fluss ist eine probabilistische Verallgemeinerung des Flusses.